# Dard (Seille)
Der Dard ist ein kleiner französischer Fluss im Département Jura in der Region Bourgogne-Franche-Comté.

## Geographie

### Verlauf

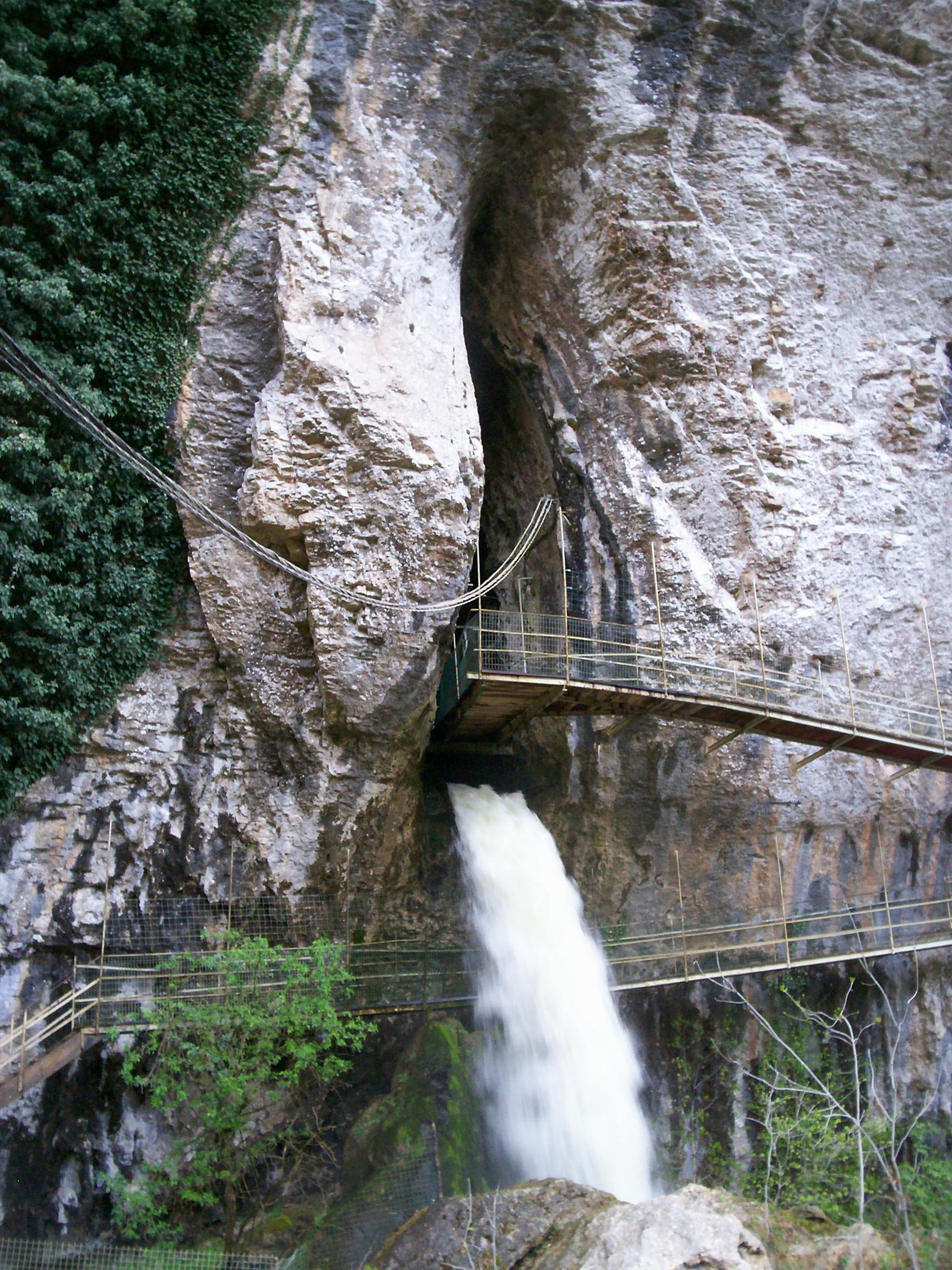
Karstquelle des Dard

Der Dard entspringt im Gemeindegebiet von Baume-les-Messieurs im Jura am unteren Ende des  Cirque du Dard (dt. Talkessel des Dard) aus den Grotten von Baume. In den Höhlen verläuft der unterirdische Fluss, bevor er an mehreren Stellen als Karstquelle aus der Felswand zutage tritt und direkt kleine Wasserfälle bildet. Einer davon befindet sich unmittelbar unterhalb des Eingangs zu den Grotten. Danach überwindet der Dard zahlreiche Kaskaden mit interessanten Sinterstufen durch Kalktuffbildung.
Nach seinem Ursprung verläuft der Dard dann, parallel zur Départementstraße D70E1, Richtung Nord bis Nordost und erreicht nach 2,1 Kilometern den südlichen Ortsrand von Baume-les-Messieurs. Dort mündet er in die Seille de Baume, die bei Nevy-sur-Seille mit dem Hauptast der Seille zusammenfließt.

### Orte am Fluss
(Reihenfolge in Fließrichtung)
- Sermu, Gemeinde Baume-les-Messieurs
- Baume-les-Messieurs